# Sant'Albino (Monza)
Sant'Albino è un quartiere della città di Monza, appartenente alla circoscrizione 2, situato nella periferia est del capoluogo brianzolo. Con Sant'Albino si intende genericamente tutta la parte residenziale di territorio monzese situata oltre il viale delle industrie.

## Geografia
Confina con Brugherio, comune del quale fa parte l'adiacente frazione di San Damiano, legata storicamente a Sant'Albino e separata dal quest'ultima dal Canale Villoresi, Agrate Brianza, Concorezzo e con i quartieri di Cederna e San Donato.

## Infrastrutture e trasporti
A Sant'Albino sono situati la piscina comunale di Monza Centro natatorio Pia Grande e il GSD, centro sportivo di quartiere. 
Il quartiere, attraversato dalla SP3-via Adda che collega Concorezzo e Vimercate con Cologno Monzese, è servito dalla linea di autobus urbana z201, che effettua capolinea in piazza Pertini, e dalla extraurbana z323.